# 邱実
邱 実(きゅうじつ、1989年1月生まれ　）は、中国の実業家。世界吉商連合会海外事務局長、日本世界吉商連合会执行主席、吉林省華僑連合会青年委員会常務委員、在日吉林総商会理事、長春市商務局経済顧問、長春市朝阳区欧米同窓会会長。

## 人物概要
家庭環境の影響から早くして投資や経済活動に触れ16歳で起業、中日結婚紹介所を経営。17歳から建築デベロッパーの仕事を手掛け、そして18歳の時に日本へ留学。中央学院大学　商学学士及び修士学位を取得。

QEグループ主席、日本QEエネルギー株式会社 会長、深圳尋恒能源科術有限会社  会長、株式会社Value Medicon  中国支社CEO、融世恒泰不動産開発会長、吉林省恒钛通商贸易有限公司会長、深圳市同协物流有限公司会長、吉林省威克瑞电子科技有限公司総裁、扶余市博一电子科技有限公司総裁、日本HYエネルギー株式会社理事、日本エネルギー株式会社理事

前日本環境大臣原田義昭事務局顧問、亚细亚经济文化振兴机构 執行理事、世界吉商連合会 海外秘書長、イギリス華文教育基金会 副会長、日本吉林総商会  理事、中国中小商業企業協会 副会長、吉林省橋連青委会  常務委員、吉林省吉商商会 常務理事、长春商務局 中日経貿合作发展顧問、长春市朝陽区 欧美同窓会会長
kkkkk
2014年養父とビクトリー電子科技有限会社を設立、約7千万元を投資
2015年QEグループを設立
2015年友人(崔岳麒氏)と一緒に盛世麒麟影视传媒有限公司設立
2015年10月健康タウンを作るのため国際イベントを開催。日本の経営者130人とアメリカ、タイ、ロシアなどから70人の経営者が来場
2016年吉林省大正国旅有限公司経営チームへ日本側責任者として参画
2016年全球吉商大会理事会参画
2017年1月長春市朝陽区帰国留学人员連合会会長就任
2017年北京大正价值医疗咨询有限公司設立
2018年6月吉林省長光衛星のブロックチェーン事業責任者に就任
2018年9月、日中友好関係促進のために、健康産業を通して中国人として初めて、日本の国会議員会館で単独スピーチを行った。
日中の健康産業の共同的な発展を図るため長春市に日本の技術及び管理モデルの導入を試みる
2018年12月最大級中国市政府の経済交流会を開催
15社の株主及び主要の経営者として、今後医療ツーリズムなど行政とビジネスマッチングのきっかけとなる、健康産業に関するインキュベーションセンターを設立

様々な人々が心身共に健康になれるようブロックチェーン技術の導入など特色のある医療タウンの設置を目指している